# Kozákov
Kozákov är en kulle i Tjeckien. Den ligger i den norra delen av landet, 80 km nordost om huvudstaden Prag. Toppen på Kozákov är 744 meter över havet.
Terrängen runt Kozákov är kuperad åt nordost, men åt sydväst är den platt.Runt Kozákov är det ganska tätbefolkat, med 96 invånare per kvadratkilometer. Närmaste större samhälle är Jablonec nad Nisou, 15,8 km norr om Kozákov. Omgivningarna runt Kozákov är en mosaik av jordbruksmark och naturlig växtlighet.